# La TV delle ragazze - Gli Stati Generali 1988-2018
La TV delle ragazze - Gli Stati Generali 1988-2018 è un programma televisivo italiano comico-satirico condotto da Serena Dandini, in onda su Rai 3 in prima serata dall'8 novembre 2018 al 29 novembre 2018, remake dello storico programma della rete La TV delle ragazze a 30 anni dalla messa in onda.

## Il programma
La trasmissione vuole ricordare quello originale a 30 anni esatti dalla messa in onda, ritrasmettendo alcuni degli sketch più divertenti dell'epoca ma soprattutto raccontando cosa è successo all'universo femminile durante gli ultimi 30 anni. Il sottotitolo deriva dalla scena che ricorda gli Stati Generali pre-rivoluzione francese.
Il programma comprende monologhi, interviste, dibattiti, imitazioni e storie che hanno come filo conduttore il racconto in chiave comica e ironica dell'odierna condizione femminile e della società di oggi.
Protagoniste dei vari sketch del programma le Ragazze Storiche (Angela Finocchiaro, Sabina Guzzanti, Carla Signoris, Francesca Reggiani, Cinzia Leone, Maria Amelia Monti, Tosca D'Aquino, Syusy Blady, Lella Costa, Iaia Forte, Orsetta De Rossi, Eleonora Danco) a cui si affiancano le Ragazze di Oggi (Federica Cacciola, Michela Giraud, Le Sbratz, Laura Grimaldi, Guia Scognamiglio, Cristina Chinaglia, Annagaia Marchioro, Emanuela Fanelli, Serena Tateo); completano il cast le "spalle maschili" Massimo Ghini, Paolo Camilli ed Emanuele Martorelli con la rivista Starmale.
A seguito del successo ottenuto, il programma è stato riproposto anche l'anno successivo, stavolta però slegato dal contesto celebrativo ed esclusivamente femminile che caratterizzava la prima edizione, ed è stato dunque ribattezzato semplicemente Stati generali.

## Ascolti
| Puntata | Data             | Ospiti | Telespettatori | Share | Fonte |
| ------- | ---------------- | --- | -------------- | ----- | ----- |
| 1       | 8 novembre 2018  | Simone Di Pasquale, Bruno Voglino, Paola Cortellesi, Isabella Ragonese, TheMaschilisti, Emma Bonino, Elena Ioli (insegnante di fisica recatasi in Antartide con altre 77 donne da 24 paesi diversi), Geppi Cucciari                                                                                                | 1.332.000      | 5,97% | [ 3 ] |
| 2       | 15 novembre 2018 | Rita Pelusio, Malika Ayane, Fiorenza De Bernardi, Sonia Bergamasco, Michela Murgia, Brunori Sas con un videomessaggio della madre Mariastella Giacomantonio, Alba Rohrwacher, Cinzia Pennesi (direttrice d'orchestra), The Pills, Isabella Ragonese                                                                | 1.214.000      | 5,88% | [ 5 ] |
| 3       | 22 novembre 2018 | Loredana Bertè, Lilli Gruber, Vittoria Puccini, Zoe Roversi (figlia di Syusy Blady e Patrizio Roversi), The Pills, Isabella Ragonese, Carlotta Natoli, Neri Marcorè | 1.307.000      | 6,04% | [ 6 ] |
| 4       | 29 novembre 2018 | Amalia Ercoli Finzi (prima donna italiana a laurearsi in ingegneria aerospaziale), Cassandra Fox (danzatrice del ventre), Simone Montedoro, Federica Angeli, Isabella Ragonese, Simone Di Pasquale, Luca Barbarossa, Carolina Crescentini, Anna Foglietta, Fabio Troiano, The Pills, Lucia Ocone, Corrado Guzzanti | 1.377.000      | 6,42% | [ 7 ] |
|         | Media            | | 1.307.000      | 6,07% |       |

## Recensioni della critica
Il programma ha ricevuto diverse recensioni molto positive dalla stampa generalista e specializzata, venendo definito "programma potente che scivola bene e che dà lezioni di satira e TV come 30 anni fa"; "programma che miscela ingredienti semplici, come l'intelligenza, l'educazione, l'irresistibile umorismo per un prodotto croccante ma alla portata di tutti"; "programma che pur non reggendo il confronto con l'originale di 30 anni prima ha dato prova di un certo dinamismo sul fronte satirico, grazie ai contributi del cast orchestrato dalla conduttrice, per la quale gli anni di assenza dal piccolo schermo non si sono fatti sentire".

## Controversie
La seconda puntata è stata duramente criticata dal senatore leghista Simone Pillon, in quanto l'attrice Angela Finocchiaro, rivolgendosi nel corso del programma a una platea di bambine avrebbe dichiarato che "Gli uomini sono tutti pezzi di merda", e alla domanda da parte di una bambina se lo fosse anche il suo papà, avrebbe risposto "Soprattutto il tuo papà". Pillon dichiarò che "Dire a un bambino che il suo papà – o la mamma – è un "pezzo di m..." è vera e propria violenza psicologica" ed annunciò che avrebbe chiesto spiegazioni alla Rai sull'accaduto, nonché le scuse della Finocchiaro, ma la vicenda non ha poi avuto alcun seguito.
Prima della messa in onda, l'attrice Alessandra Casella (componente del cast della trasmissione originale) lamentò di essere l'unica delle componenti storiche del varietà satirico a non essere stata coinvolta nel remake (l'attrice è apparsa solo in alcuni filmati di repertorio, mostrati durante il programma).